# 弗朗薩斯客棧
弗朗薩斯客棧（Fraunces Tavern）是位於紐約曼哈頓金融區的一座歷史建築、博物館和餐廳。

## 历史
弗朗薩斯客棧在美國革命史上發揮了重要的作用，曾是華盛頓和英軍談判的地點，也是聯邦政府早期的辦公地點之一。現在弗朗薩斯客棧由美國革命之子所有。弗朗薩斯客棧自稱是曼哈頓現存建築中歷史最古老的建築。現在弗朗薩斯客棧是紐約著名的觀光地。

## 外部連結
- Fraunces Tavern Museum （页面存档备份，存于）
- YouTube.com: Fraunces Tavern Museum （页面存档备份，存于）
- Fraunces Tavern Restaurant （页面存档备份，存于）